# رستاق (مقام لنجة)
رستاق (بالفارسية: رستاق) هي قرية تقع في إيران في بلدة شيبكوه. يقدر عدد سكانها بـ 679 نسمة .